# Helina gorokaensis
Helina gorokaensis este o specie de muște din genul Helina, familia Muscidae, descrisă de Shinonaga în anul 1998. Conform Catalogue of Life specia Helina gorokaensis nu are subspecii cunoscute.